# Oliwia Kiołbasa

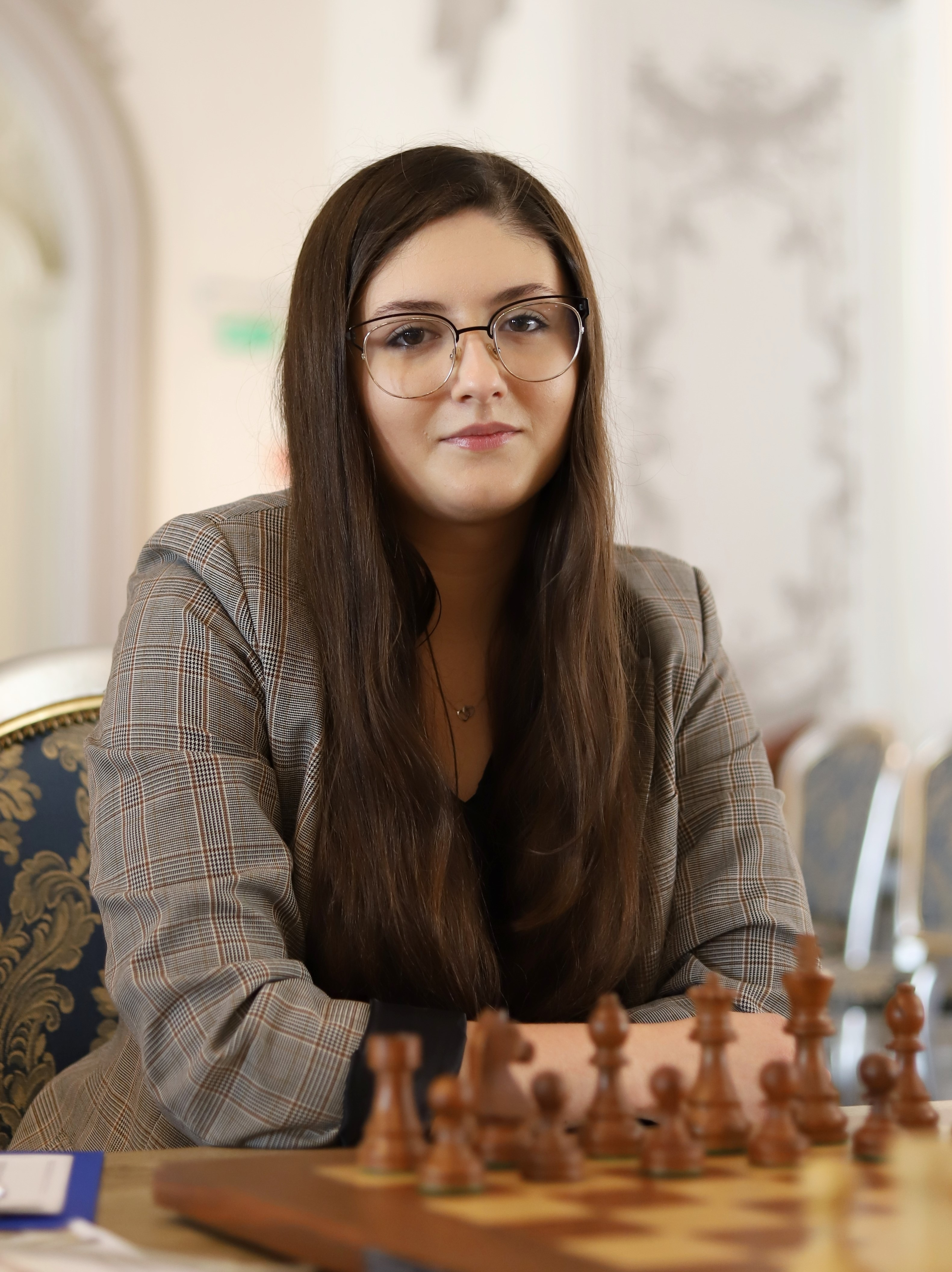
Oliwia Kiołbasa in 2021

Oliwia Kiołbasa (Augustów, 26 april 2000) is een Poolse schaakster. Sinds 2016 heeft zij de titel Internationaal meester bij de vrouwen (WIM). Sinds 2022 is ze een Internationaal Meester (IM). 
Ze won het Europees schaakkampioenschap voor jeugd in de categorie meisjes tot 10 jaar en werd tweede op het Wereldkampioenschap schaken voor jeugd in de categorie meisjes tot 14 jaar.  
In augustus 2021 werd Kiołbasa derde op het Europees kampioenschap schaken voor vrouwen. Ze behaalde haar eerste norm voor de titel Internationaal Meester (IM). Ze behaalde een tweede IM-norm op de Poolse "Ekstraliga" in oktober 2021.
In november 2021 was haar Elo-rating 2403. 
In 2022 nam Kiołbasa  met het Poolse team deel aan de 44e Schaakolympiade. Ze won haar eerste 9 partijen en eindigde met 9½ pt. uit 11. Hiermee behaalde ze haar derde IM-norm, waarmee ze zich kwalificeerde voor de IM-titel. Ze was de beste individuele speelster op het vrouwentoernooi. Ze won van IM Rameshbabu Vaishali, waardoor Polen de match tegen het eerste team van India won. Haar enige verliespartij was in de laatste ronde tegen de Oekraïense voormalig wereldkampioene GM Anna Ushenina.

## Externe koppelingen
- (en)   Informatie over schaakpartijen van Oliwia Kiołbasa op ChessGames.com
- (en)   Informatie over schaakpartijen van Oliwia Kiołbasa op 365chess.com
- (en)  FIDE-ratinggegevens voor Oliwia Kiołbasa